# Тунштеттен (Берн)
Тунштеттен (нем. Thunstetten BE) — коммуна в Швейцарии, в кантоне Берн. 
Входит в состав округа Аарванген. Население составляет 2950 человек (на 31 декабря 2006 года). Официальный код — 0342.